# 좀비딸
《좀비딸》은 2018년 8월 22일부터 2020년 6월 17일까지 연재된 이윤창 작가의 네 번째 네이버 웹툰이다. 《좀비딸》은 '좀비가 되어버린 나의 딸'에서 따온 제목으로 매주 목요일에 연재되었으며 총 91화로 마쳤다. 원작 단행본은 영컴(YOUNGKUM)에서 전 7권으로 나왔고, 애니메이션 단행본은 학산문화사에서 전 3권으로 나왔다.

## 작가
이윤창은 대한민국 웹툰 작가이다. 1986년 10월 10일 출생했다. 애니메이션학과를 졸업해 '촹'이라는 필명을 쓰며 2006년《촹일기》와 《촹국지》라는 작품으로 웹툰계에 데뷔했다. 그 후 필명을 버리고 실명으로 활동했으며 2011년 네이버 도전 만화에 업로드 한《타임 인 조선》이 네이버 웹툰에 정식 연재된 것을 시작으로《터치! 메리크리스마스》,《오즈랜드》,《좀비딸》을 네이버 웹툰에 연재했다.
배우자는 대한민국 웹툰 작가 김진으로, 서로의 웹툰에서 열애 사실을 암시 후 2014년 열애기사가 난 뒤 결혼했다.
이윤창 작가의 근황이나 웹툰 굿즈 제작 현황 등은 이윤창 작가의 블로그에서 찾을 수 있다.

## 줄거리
나의 딸은 좀비다. 이 세상 마지막 남은 유일한 좀비...

마지막 좀비 감염자가 사라진지 6개월이 지난 시점에서 이정환이 은봉리에 사는 김밤순의 집에서 함께 살며 좀비가 된 딸 이수아를 지켜나가는 이야기. 점차 사회성을 기르고 학교까지 다니며 친구도 사귀는 이수아와, 따뜻한 가족사를 재치있게 풀어낸다.

## 등장인물

### 주역들의 가족
- 이정환(성우: 신용우): 남주인공, 좀비가 된 이수아의 아빠. 끝내 좀비가 되어 사살당하지만 이수아의 친부가 아님에도 이정혜가 자신 때문에 사망했다는 죄책감에 이수아의 아빠가 되기로 결심했음.
- 이수아(성우: 이지현): 여주인공, 중학생이며 좀비가 되기 전 매우 상큼발랄하고 아빠와 사이가 좋았음. 좀비가 된 후에도 약간의 의사소통을 보여주는 등 사회화가 가능한 것을 보여줌. 최초의 좀비 치료 성공자.
- 김밤순(성우: 이보용): 이수아의 친할머니. 작은 체구. 동그란 안경을 쓰고 효자손을 항상 들고다니며 힘이 셈.
- 김애용(성우: 김아롱): 김밤순의 집에서 키우는 노란색 털의 고양이. 마당에서 밤새 울던 김애용을 김밤순이 주워와서 키워지게 됨.[11] 사랑 애(愛) 솟을 용(耸)을 한자로 씀. 마치 사람처럼 행동하고, 인간 대접을 받고 싶어함.
- 이정혜(성우: 안소이) : 이정환의 친누나이자 이수아의 친모. 전 남편이였던 이문기에게 폭력을 당했으며 이수아가 태어난지 얼마 되지 않았을 때 남동생 이정환의 생일날 교통사고로 사망했음.
- 김빅순(성우: 양정화): 김밤순의 동생이자 이정환의 이모. 체구가 크며 김밤순과 마찬가지로 힘이 셈.

### 은봉 중학 분교
- 신연화(성우: 전해리): 은봉 중학분교의 선생님이자 이수아의 담임 선생님. 결혼을 약속한 남자친구와 사별한 인물이자 이정환의 옛 소꿉친구. 어릴 적 부모님이 돌아가시며 이사 가게 되었다가 이정환이 김밤순네로 오게 되며 재회함. 결국 정환과 사랑에 빠지고, 정환이 죽은 뒤 정환의 아이도 낳음.[12]
- 민은영 : 은봉 중학분교 2학년 1반 여학생. 좀 긴단발머리에 입가의 점이 특징. 처음에는 수아와 친해질 생각이 없었으나 점차 친해짐. 이수아가 인간의 모습으로 성인이 된 후에도 고윤서와 함께 셋이 친구로 지냄.
- 고윤서 : 은봉 중학분교 2학년 1반 여학생. 민은영과 친함.
- 박한솔(성우: 이상준): 은봉 중학분교 2학년 1반 남학생. 동그란 안경이 특징. 좀비가 된 어머니가 가족들을 물어뜯으려고 하는 모습을 목격해 트라우마가 있음. 학교에 다니는 이수아를 뱀파이어나 늑대인간으로 의심하며 이수아를 조사함.
- 주성재 : 은봉 중학분교 2학년 1반 남학생. 까무잡잡한 피부가 특징.
- 최철순 : 은봉 중학분교의 과학 선생님.
- 수위 아저씨 : 은봉 중학분교의 수위. 이수아에게 뜯어먹히고 좀비화가 아직 이루어지지 않은 닭을 짐승에게 물어뜯긴 것으로 오해하고 소각해버려 의도치 않게 좀비사태를 막은 전적이 있음.
- 김촌지 : 은봉 중학분교의 교장. 신연화에게 자신의 아들을 소개시켜줬음.
- 장준재 : 은봉 중학분교의 역사 선생님. 이윤창 작가의 작품 《타임인조선》의 주인공 장준재를 모티브로 함.
- 우한지 : 은봉 중학분교의 어린이 수위. 이수아의 생일날 차에 치여 병원에 입원한다. 하지만 공적을 성재 형한테 빼앗긴 모양.

퇴원 직전에 한솔이 형에게 사탕 하나를 줌.

### 동배 가축병원
- 조동배(성우: 엄상현): 동배 가축병원의 수의사이자 이정환의 고향 친구. 채예나에게 마음이 있음. 이정환이 죽은 후 질병관리본부에 이수아 자료를 제출함. 이정환을 방관한 죄로 징역 후 출소함.
- 채예나 : 동배 가축병원에서 근무하는 직원. 마지막화에 출소하는 조동배를 안아주는 장면을 통해 조동배와 채예나가 연인이 된 것을 암시해줌.

### 은봉 파출소
- 파출소장 : 은봉 파출소의 지휘관.
- 샘 순경(성우: 황창영) : 은봉 파출소에 근무하는 경찰관. 흑인의 외형이지만 한국적인 것을 매우 좋아해 유머러스하게 그려지는 인물.
- 김 순경(성우: 류승곤) : 은봉 파출소에 근무하는 경찰관. 샘 순경과 함께 이정환이 좀비 이수아를 숨겨주고 있다는 것을 눈치채고 이정환에게 큰 위기를 주게 됨.

### 동네 주민
- 백광덕(성우: 방성준): 은봉 3리의 마을 이장. 40년간 연임했으며 박한솔의 외할아버지. 좀비가 된 자신의 딸을 직접 때려 죽임. 마을에 대한 책임감이 강하며 딸을 직접 죽였다는 죄책감이 있음. 이 때문에 이수아도 죽이려하지만 자신과 달리 딸을 끝까지 지키려는 이정환을 끝내 방관해줌.
- 백달호(성우: 이호산): 백광덕의 아들이자 박한솔의 외삼촌. 검은 피부가 특징.
- 정선옥 : 백광덕의 아내로 현시점에서는 패혈증으로 사망했음.
- 백영자(성우: 곽규미): 백광덕의 딸이자 박한솔의 모친. 친정에서 좀비가 되어 돌아와 백광덕의 손에 사망함.

### 기타 인물
- 이문기(성우: 이현) : 이수아의 생물학적 친부이자 이정환의 누나 이정혜의 전 남편. 굉장한 악역으로 그려졌다. 아내 이정혜에게 폭력을 쓰거나 부인 이정혜와 딸 이수아를 방치해두고 술과 여자[13]에 빠져 살고 가정에도 소홀하고 돈도 한 푼 벌어오지 않는다. 또한 이정혜의 사망보험금을 가져갔으며, 딸 이수아가 좀비인 것을 알고 신고해 포상금을 얻으려 하지만, 결국 이정환이 이문기를 이수아에게 물리게한 후 돌로 머리를 가격해 죽이고, 산의 절벽 밑으로 떨어트렸다.
- 선옥 : 이문기의 내연녀. 화장이 짙고 금발의 단발머리가 특징. 좀비로부터 도망치다가 이문기에 의해 선옥이 미끼로 던져져 좀비가 됐다.
- 김현수 : 김촌지 교장의 아들. 신연화와 소개팅을 하지만 결국 신연화에게 거절당했다.
- 노파 (산신령) : 아기 인형을 포대기로 싸 업고 다니는 백발의 할머니. 귀신에 들린 듯한 태도로 경찰에게 산 속에 좀비가 있다고 신고한 뒤 경찰[14]이 절벽 밑의 이문기를 찾게 되자 홀연히 사라졌다. 알고보니 그 산의 산신령이었고, 자신의 산에 좀비의 시체(이문기)가 있는 것이 불쾌해서 벌인 해프닝이었다. 하지만 이문기의 시체가 발각되며 이수아에게도 위기가 생겼다.

### 고양이들
- 김애용
- 때껄룩 : 몸의 털이 검은색인 7살의 수컷 고양이. 사나운 성격에 얼굴에 흉터가 많으며 '때껄룩'하고 움. 등장 초창기에는 애용이를 자주 괴롭혔지만 나중에는 딱히 심하게 괴롭히진 않고 그냥 알고 지내는 이웃 정도 사이가 되었다. 사실 '초코'라는 이름으로 한 남자 대학생이 자취방에서 키우던 반려동물이었으나 남자가 방학이 되어 유기함. 그 후 주인을 찾으며 계속 울다 목이 쉬어 울음소리가 바뀐 것.[15]상처는 동네 길고양이들에 의해 생김.
- 사랑이 : 예쁘장한 외모를 가진 흰색 암컷 고양이. 애용과 때껄룩에게 구애를 받음. 도도한 성격.
- 또또[16] : 때껄룩(초코)의 주인이 때껄룩을 유기한 후 새로 키운 아기 샴고양이.
- 토토[17] 맨날 주방에 숨어 또또를 기다린다.

## 공식 굿즈
- 네이버 웹툰 프렌즈 (팬시 제품)
- 텀블벅 쿠션&키링 펀딩
- 텀블벅 피크닉세트 펀딩
- 해피빈 파우치 & 인형
- 카카오톡 이모티콘 - 애용!김애용!티콘
- 카카오톡 이모티콘 - 애용이와 껄룩이
- 카카오톡 이모티콘 - 어머? 사랑이와 애용이

## 평가
2019 대한민국콘텐츠대상 만화 부문에서 한국콘텐츠 진흥원장상을 수상했다. 또한 연재 당시 목요웹툰 중 인기순위 3위를 기록했다. 별점이 10점 만점에서 평균적으로 9.96~9.99대를 유지했으며 2020년 6월 25일 기준 좋아요 수 477,283개를 기록했다. 좀비딸의 캐릭터로 제작된 카카오톡의 이모티콘은 발매 당시 인기순위 상위권에 위치했고, 그 중 <어머? 사랑이와 애용이>는 2020년 6월 21일 기준 카카오톡 이모티콘 전체 인기순위 28위를 기록했다.

## 그 외

### 단행본
2020년 6월 22일 기준 단행본 출판 소식은 없지만, 큰 인기를 얻은 작품이기에 독자들이 기대하고 있다.

### 실사화
《내 ID는 강남미인!》,《치즈인더트랩》등 인기를 끌었던 웹툰 들 중 일부는 실사화로 2차 제작되기도 했다. 마침내 7월30일,영화가 실사화 되었다.이정환 역은 조정석,이수아 역은 최유리,김밤순 역은 이정은 (1970년),신연화 역은 조여정이 맡았다.(애용이 역은 조동이라는 고양이로, 실제 오디션을 통해 뽑았다.)

### TV 애니메이션
TV 애니메이션은 두루픽스와 EBS가 공동으로 제작했으며, 2022년 4월 3일부터 6월 26일까지 방영했다.

### 영화
영화는 2025년 7월 30일 개봉하였다.

## 관련 논문
- 이채영, 〈웹툰에 재현된 재난 서사의 특성과 의미 - 웹툰 〈좀비가 되어버린 나의 딸〉을 중심으로-〉, 《우리문학연구》 72, 우리문학회, 2021년
- 강명주, 〈웹툰에 형상화된 한국형 괴물과 괴물의 영웅-되기 스토리텔링 - 웹툰 <스위트홈>과 웹툰 <좀비가 되어버린 나의 딸>을 중심으로 -〉, 《우리문학연구》 85, 우리문학회, 2025년